# Einsteinsche Feldgleichungen

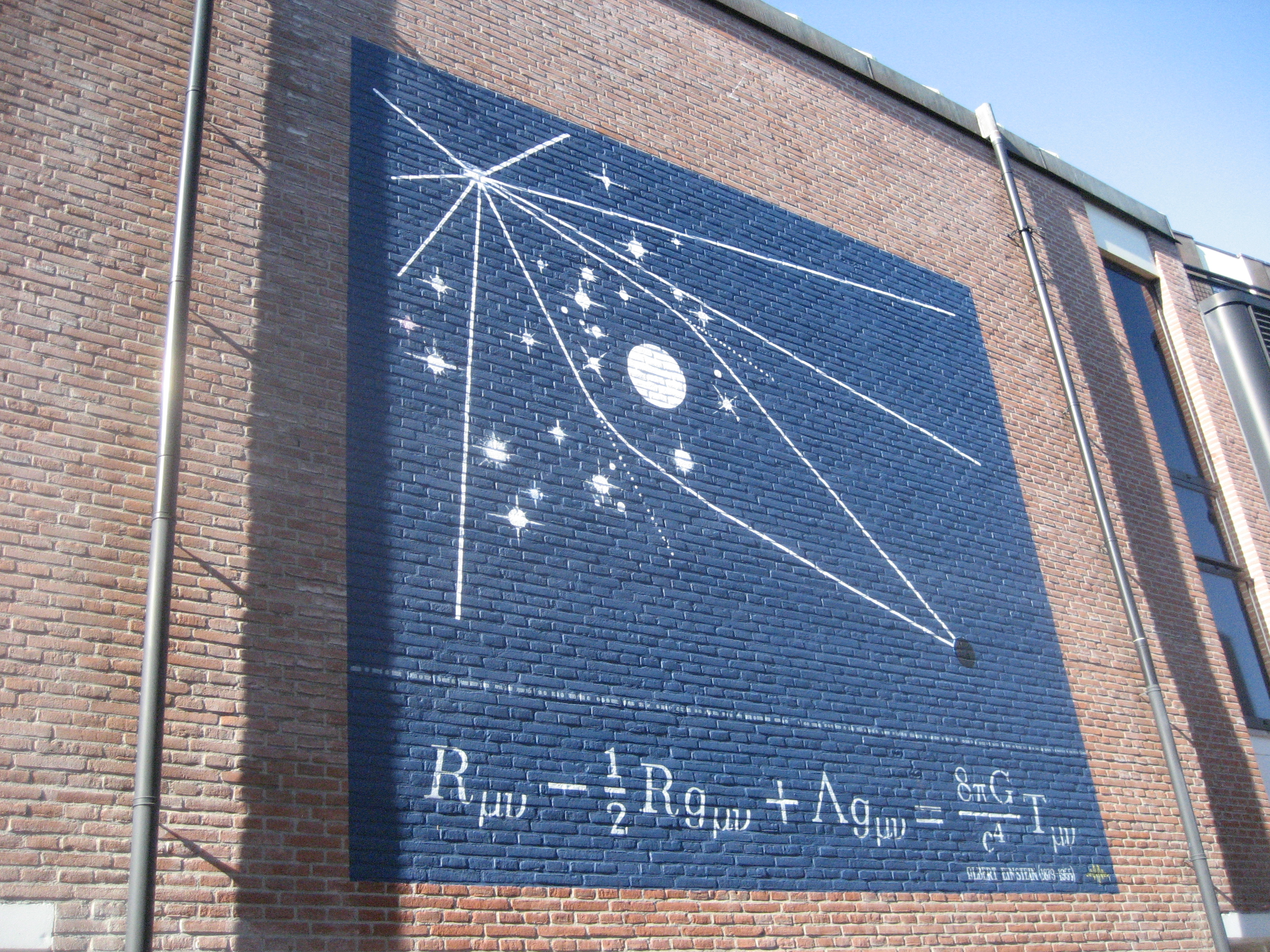
Feldgleichung auf einer Mauer in Leiden

Im Rahmen der allgemeinen Relativitätstheorie wird durch die einsteinschen Feldgleichungen (nach Albert Einstein, auch Gravitationsgleichungen) das physikalische Phänomen der Gravitation durch Methoden der Differentialgeometrie mathematisch formuliert.
Die Gleichung beschreibt die Beziehung zwischen der Geometrie der Raumzeit und der Energie-Impuls-Verteilung. Energie und Impuls werden dabei gemäß der speziellen Relativitätstheorie zu einem Vierertensor zusammengefasst, dem Energie-Impuls-Tensor, während ein metrischer Tensor die Geometrie der Raumzeit darstellt.

## Grundsätzliche Annahmen und Forderungen
Zur Aufstellung der Feldgleichungen sind zunächst physikalische Überlegungen notwendig, da die Form der Gleichungen postuliert werden muss. Der physikalische Ausgangspunkt von Einsteins Überlegungen ist das Äquivalenzprinzip: Masse und Energie sind äquivalent, und jede Form der Energie induziert schwere Masse.  
So wie in der newtonschen Gravitationstheorie die Masse das Gravitationsfeld verursacht, ist der natürlichste Ansatz für ihre Verallgemeinerung, dass das Gravitationsfeld mathematisch von der Gestalt des Energie-Impuls-Tensors {\displaystyle T_{\mu \nu }} abhängt. Nun ist {\displaystyle T_{\mu \nu }} kein beliebiger symmetrischer Tensor, da er {\displaystyle \nabla _{\nu }T^{\mu \nu }=0} erfüllen muss, mit dem Nabla-Operator {\displaystyle \nabla }. Das heißt, die Divergenz {\displaystyle \nabla T} des Energie-Impuls-Tensors muss lokal (bei fester Raum- und Zeitkoordinate) verschwinden, damit der Energie- und der Impulserhaltungssatz aufrechterhalten werden. Im Beitrag des Energie-Impuls-Tensors wird das Äquivalenzprinzip berücksichtigt. Der Energie-Impuls-Tensor beinhaltet neben der Massen-Energiedichte (Masse bzw. Energie pro Raumvolumen) aber auch weitere Beiträge, z. B. den Druck, den ein Strahlungsfeld ausüben kann. 
Entsprechend dem Äquivalenzprinzip sollte die Wirkung der Gravitation als Krümmung der Raumzeit dargestellt werden. Dem Energie-Impuls-Tensor als Quelle des Feldes sollte dementsprechend auf der anderen Seite der Gleichung ein Tensor gleicher Form gegenüberstehen, der die geometrischen Eigenschaften (Krümmung) der Raumzeit beschreibt, der Einsteintensor
{\displaystyle G_{\mu \nu }=R_{\mu \nu }-{1 \over 2}g_{\mu \nu }R,}
aufgebaut aus dem grundlegenden metrischen Tensor {\displaystyle g} und daraus abgeleiteten Krümmungs-Kovarianten und -Invarianten (siehe unten).
Die Feldgleichungen nehmen also die Form an:
{\displaystyle \ G_{\mu \nu }=\kappa T_{\mu \nu }}
mit der einsteinschen Gravitationskonstante oder einfach Einsteinkonstante {\displaystyle \kappa =8\pi G/c^{4}}, die als Proportionalitätskonstante angenommen wird ({\displaystyle G} ist die Gravitationskonstante, {\displaystyle c} die Lichtgeschwindigkeit). 
Aus den bisherigen Überlegungen ergeben sich zusammengefasst diese Forderungen:
1. {\displaystyle \ G_{\mu \nu }=0}    für eine flache Raumzeit, d. h. in Abwesenheit von Gravitation.
2. {\displaystyle \ \nabla _{\nu }T^{\mu \nu }=0}   für die Energie-Impuls-Erhaltung.
3. {\displaystyle \ \nabla _{\nu }G^{\mu \nu }=0}  aufgrund obiger Forderung für {\displaystyle T_{\mu \nu }}.
4. {\displaystyle \ T_{\mu \nu }}  ist ein symmetrischer Tensor zweiter Stufe, daher muss dies auch für {\displaystyle G_{\mu \nu }} gelten.
5. {\displaystyle \ G_{\mu \nu }}  ist dementsprechend eine Kombination aus den grundlegenden geometrischen Kovarianten, die (symmetrische) Tensoren zweiter Stufe sind, dem Krümmungstensor {\displaystyle R_{\mu \nu }} und dem metrischen Tensor {\displaystyle g_{\mu \nu }}.

## Die Feldgleichungen
Aus diesen Forderungen ergeben sich die Feldgleichungen:
{\displaystyle {\begin{aligned}R_{\mu \nu }-{\frac {1}{2}}g_{\mu \nu }R&=\kappa T_{\mu \nu }\\&={\frac {8\pi G}{c^{4}}}T_{\mu \nu }\end{aligned}}}
mit
- dem Ricci-Tensor {\displaystyle R_{\mu \nu }}
- dem metrischen Tensor {\displaystyle g_{\mu \nu }}
- dem Krümmungsskalar {\displaystyle R}
- der Einsteinkonstante {\displaystyle \kappa }
- dem Energie-Impuls-Tensor {\displaystyle T_{\mu \nu }}
- der Gravitationskonstante {\displaystyle G}
- der Lichtgeschwindigkeit {\displaystyle c}
- den Indizes {\displaystyle _{\mu }} und {\displaystyle _{\nu }}, die im Vierervektor der Raumzeit die Werte 0, 1, 2, 3 durchlaufen.

Die Feldgleichungen können auch mit umgekehrtem Vorzeichen vor der Einsteinkonstanten definiert werden:
{\displaystyle {\begin{aligned}R_{\mu \nu }-{\frac {1}{2}}g_{\mu \nu }R&=-\kappa T_{\mu \nu }\\&=-{\frac {8\pi G}{c^{4}}}T_{\mu \nu }\end{aligned}}}
Dieses Vorzeichen ist rein von der verwendeten Konvention abhängig und physikalisch nicht bedeutend; beide Konventionen sind weit verbreitet.
Die Feldgleichungen können auch umgeformt und dargestellt werden als
{\displaystyle {\begin{aligned}\Leftrightarrow R_{\mu \nu }&=\kappa T_{\mu \nu }+{\tfrac {1}{2}}g_{\mu \nu }R\\&=\kappa (T_{\mu \nu }-{\tfrac {1}{2}}g_{\mu \nu }T)\end{aligned}}}
mit dem Laue-Skalar {\displaystyle T=T_{\mu }^{\mu }=g^{\mu \nu }T_{\mu \nu }}.
Die obigen Forderungen gestatten auch einen Term proportional zum metrischen Tensor auf der linken Seite, was zu Feldgleichungen mit einer kosmologischen Konstante führt (siehe unten).
Zu den Feldgleichungen kommt noch die Bewegungsgleichung für Testteilchen hinzu, die sich auf einer Geodäte bewegen, die  Geodätengleichung. Insgesamt drückt sich in den Feld- und Bewegungsgleichungen eine dynamische, gegenseitige Beeinflussung von Energie-Impuls-Verteilung und Geometrie der Raumzeit aus.
Die Feldgleichungen bilden ein System von 16 gekoppelten partiellen Differentialgleichungen, die durch Symmetrien auf 10 reduziert werden. Außerdem gibt es die vier Bianchi-Identitäten, die sich aus der Energie-Impuls-Erhaltung ergeben und das System weiter reduzieren.
Eine ganze Reihe exakter Lösungen sind bekannt, die meist bestimmten zusätzlichen Symmetrieforderungen genügen:
- So haben die Feldgleichungen im materiefreien Raum hyperbolischen Charakter, d. h. die Lösungen entsprechen Wellengleichungen (mit der Lichtgeschwindigkeit als maximaler Ausbreitungsgeschwindigkeit). Im Allgemeinen können sie nur numerisch gelöst werden, wofür es ausgefeilte Techniken und ein eigenes Spezialgebiet gibt (Numerische Relativität). Es gibt auch einige exakte mathematische Resultate wie
  - die Wohlgestelltheit des Cauchy-Problems (Yvonne Choquet-Bruhat)
  - die Singularitäten-Theoreme (Roger Penrose und Stephen Hawking)
  - Resultate von Demetrios Christodoulou über
    - die Stabilität des Minkowskiraums (mit Sergiu Klainerman)
    - die Instabilität nackter Singularitäten.
- Im Grenzfall schwacher Gravitationsfelder und kleiner Geschwindigkeiten ergeben sich die üblichen newtonschen Gravitationsgleichungen einer Massenverteilung (die sich hier ergebenden Gleichungen haben elliptischen Charakter).
Bei kleinen Feldern wurde zudem die Post-Newton-Näherung entwickelt, um z. B. die allgemeine Relativitätstheorie mit alternativen Gravitationstheorien anhand von Beobachtungen vergleichen zu können.

## Die Vakuumfeldgleichungen
Betrachtet man beispielsweise den Außenraum von Sternen, wo sich als Näherung keine Materie aufhält, so wird {\displaystyle T_{\mu \nu }=0} gesetzt. Man nennt dann
{\displaystyle R_{\mu \nu }-{\frac {1}{2}}g_{\mu \nu }R=0}
die Vakuumfeldgleichungen und ihre Lösungen Vakuumlösungen. Durch Multiplizieren mit {\displaystyle g^{\mu \nu }} ergibt sich mithilfe von {\displaystyle R=g^{\mu \nu }R_{\mu \nu }} und {\displaystyle g^{\mu \nu }g_{\mu \nu }=4} die Folgerung, dass im Vakuum {\displaystyle R=0} und damit
{\displaystyle R_{\mu \nu }=0}.
Für die Umgebung einer nicht rotierenden und elektrisch neutralen Kugel der Masse {\displaystyle M} erhält man in Kugelkoordinaten hieraus beispielsweise die äußere Schwarzschild-Lösung, deren Linienelement die Form
{\displaystyle \mathrm {d} s^{2}=g_{\mu \nu }\,\mathrm {d} x^{\mu }\mathrm {d} x^{\nu }=-c^{2}{\Bigl (}1-{\frac {2GM}{c^{2}r}}{\Bigr )}\,\mathrm {d} t^{2}+{\Bigl (}1-{\frac {2GM}{c^{2}r}}{\Bigr )}^{-1}\,\mathrm {d} r^{2}+r^{2}\,\mathrm {d} \theta ^{2}+r^{2}\sin ^{2}\theta \,\mathrm {d} \phi ^{2}}
besitzt.
Die Invariante der Theorie, {\displaystyle \mathrm {d} s,} verallgemeinert den speziell-relativistischen Begriff der Eigenzeit, unter anderem durch Berücksichtigung der Gravitation des betrachteten Himmelskörpers. Besonderheiten ergeben sich bei Unterschreiten eines kritischen Wertes für den Radius {\displaystyle r}, nämlich für {\displaystyle r<2GM/c^{2}} (siehe Schwarzes Loch).

## Einstein-Maxwell-Gleichungen
Wird für {\displaystyle T_{\mu \nu }} der elektromagnetische Energie-Impuls-Tensor
{\displaystyle T_{\mu \nu }={\frac {1}{\mu _{0}}}\left(F_{\mu }{}^{\alpha }F_{\alpha \nu }+{\frac {1}{4}}F_{\alpha \beta }F^{\alpha \beta }g_{\mu \nu }\right)}
in die Feldgleichungen eingesetzt
{\displaystyle R_{\mu \nu }-{\frac {1}{2}}g_{\mu \nu }R={\frac {8\pi G}{c^{4}\mu _{0}}}\,\left(F_{\mu }{}^{\alpha }F_{\alpha \nu }+{\frac {1}{4}}F_{\alpha \beta }F^{\alpha \beta }g_{\mu \nu }\right)}
so spricht man von den Einstein-Maxwell-Gleichungen.

## Die kosmologische Konstante
Ausgehend von den oben angegebenen Grundannahmen lässt sich ein weiterer Term zum Einsteintensor addieren, der aus einer Konstanten {\displaystyle \Lambda } und dem metrischen Tensor besteht. Damit ist die Forderung der Divergenzfreiheit noch immer erfüllt, und so nehmen die Feldgleichungen folgende Form an:
{\displaystyle R_{\mu \nu }-{\frac {1}{2}}g_{\mu \nu }R+\Lambda g_{\mu \nu }={\frac {8\pi G}{c^{4}}}T_{\mu \nu }}
Hierbei ist {\displaystyle \Lambda } die kosmologische Konstante, die von Einstein in die Feldgleichungen eingebaut und so gewählt wurde, dass das Universum statisch wird; dies war die damals sinnvollste Anschauung. Es stellte sich jedoch heraus, dass das so von der Theorie beschriebene Universum instabil ist. Als Edwin Hubble schließlich nachwies, dass das Universum expandiert, verwarf Einstein seine Konstante. Heute jedoch spielt sie erneut eine Rolle durch Ergebnisse der beobachtenden Kosmologie ab den 1990er Jahren.